# Alectoria nigricans
Alectoria nigricans är en lavart som först beskrevs av Erik Acharius och som fick sitt nu gällande namn av William Nylander. 
Alectoria nigricans ingår i släktet Alectoria och familjen Parmeliaceae. Inga underarter finns listade i Catalogue of Life.